# Fedora Penelli
Fedora Dina Penelli Ruggeri (Santiago del Cile, 26 giugno 1917 – Santiago del Cile, 18 luglio 1994) è stata una cestista cilena.
Era la sorella di Yolanda Penelli.

## Carriera
Con il Cile disputò i Campionati mondiali del 1953 e vinse due medaglie d'oro ai Campionati sudamericani (1946, 1950).